# Marc Faber
Marc Faber, född 28 februari 1946 i Zürich, är en schweizisk investerare, ekonom, analytiker och författare. Han har skrivit artiklar för ekonomiska tidskrifter som Financial Times och Forbes. Han är även författare till flera böcker och ger ut det egna nyhetsbrevet "The Gloom Boom & Doom Report". I senaste nyhetsbrevet så skriver han “And thank God white people populated America, and not the blacks. Otherwise, the US would look like Zimbabwe, which it might look like one day anyway, but at least America enjoyed 200 years in the economic and political sun under white majority.” Efter att ha skrivit de orden så tolkar CNBC och FOX att han inte kan göra fler framträdanden i deras kanaler och han har förlorat de flesta av sina styrelseuppdrag.